# Studzionka (rejon dokszycki)
Studzionka (biał. Студзёнка; ros. Студёнка, Studionka) – wieś na Białorusi, w obwodzie witebskim, w rejonie dokszyckim, w sielsowiecie Biehomla. W 2009 roku liczyła 14 mieszkańców.